# 中村浩道
中村 浩道（なかむら ひろみち、1935年10月27日 - 2007年4月6日）は、元プロ野球審判員、野球解説者。鹿児島県鹿児島市出身。審判員袖番号は18（1977年初採用 - 1990年引退まで、※1991年以降はその年採用の山村達也が引き継ぐ）。

## 来歴・人物
川内高校、早稲田大学を卒業後、大平鉱業、大洋鑿泉工業を経て1964年にパシフィック・リーグの東京審判部に入局し1990年の引退まで審判をつとめる。一軍2121試合に出場し、オールスターは3回出場した。1990年に定年年齢到達に基づき引退したあと数年間は東京審判部の指導員をつとめた。
張本勲が3000本安打を達成した試合で球審を務めた。
英語が堪能で、米国の野球事情に精通した審判員であった。現役審判時代の80年代シーズンオフには渡米、アメリカ審判学校に入校した経験もあり、常に最新の審判技術を日本へ導入しようとしていた。1970年代半ばから、当時としては珍しいインサイドプロテクターを使用していた。
また、現役時代からNHK・BSのメジャーリーグ解説者、週刊ベースボールのレギュラー執筆者という、珍しい経歴をもっている。
2007年4月6日、クモ膜下出血のため死去。71歳没。